# Армяне в Венгрии
Армяне в Венгрии (венг. Magyarországi örmények, арм. Հայերը Հունգարիայում) — армянская община, проживающая в современной Венгрии. Оценки численности армян в Венгрии варьируют от 3,5 до 30 тысяч человек, что составляет не более 0,01 % населения Венгрии. Две трети армянской общины проживают в Будапеште и регионе Пешт.
В Венгрии насчитывается 31 организация армян, родным языком половина считает армянский. С 1924 года в Венгрии служат священники Армянской католической церкви, а сама церковь организовывает культурные программы при помощи Армянского культурного и информационного центра в Будапеште. Сами армяне отсчитывают свою историю в Венгрии с X—XI веков. Большинство проживающих в стране армян приехали в Венгрию после распада СССР.
Об армянах в своих указах писал король Ласло IV, который разрешил им селиться в городах. Самым известным армянским городом Венгрии был Самошуйвар (ныне румынский Герла), называвшийся Арменополис, Армениерштадт и Айакагак.